# STS-51-I
STS-51-I — 20-та місія програми НАСА «Спейс Шаттл» і 6-й політ шатла «Діскавері». У ході місії «Діскавері» розгорнуто три супутники зв'язку на орбіту. Корабель запущений 27 серпня 1985 року з Космічного центру імені Кеннеді, штат Флорида і приземлився на базі Едвардс, штат Каліфорнія, 3 вересня.

## Екіпаж
- (НАСА): Джо Енгл (5) [5] — командир;
- (НАСА): Річард Кові (англ. Richard Covey) (1) — пілот;

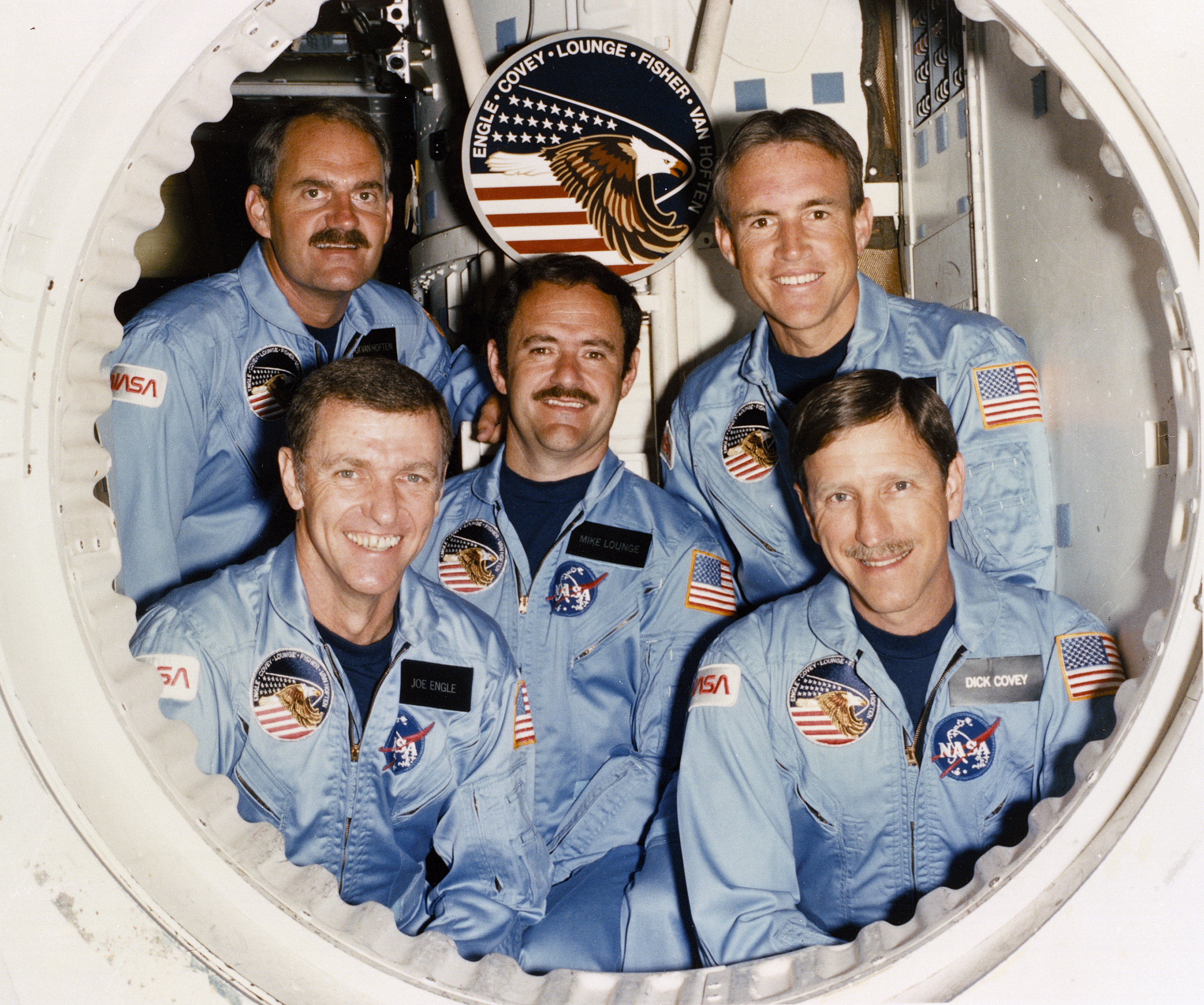
Екіпаж STS-51-I. Задній ряд зліва направо: ван Хофтен, Лаундж, Фішер; передній ряд зліва направо: Енгл, Кові

- (НАСА): Джеймс ван Хофтен (2) — фахівець польоту-1;
- (НАСА): Джон Лаундж (1) — фахівець польоту-2;
- (НАСА): Вільям Фішер (1) — фахівець польоту-3.

## Галерея

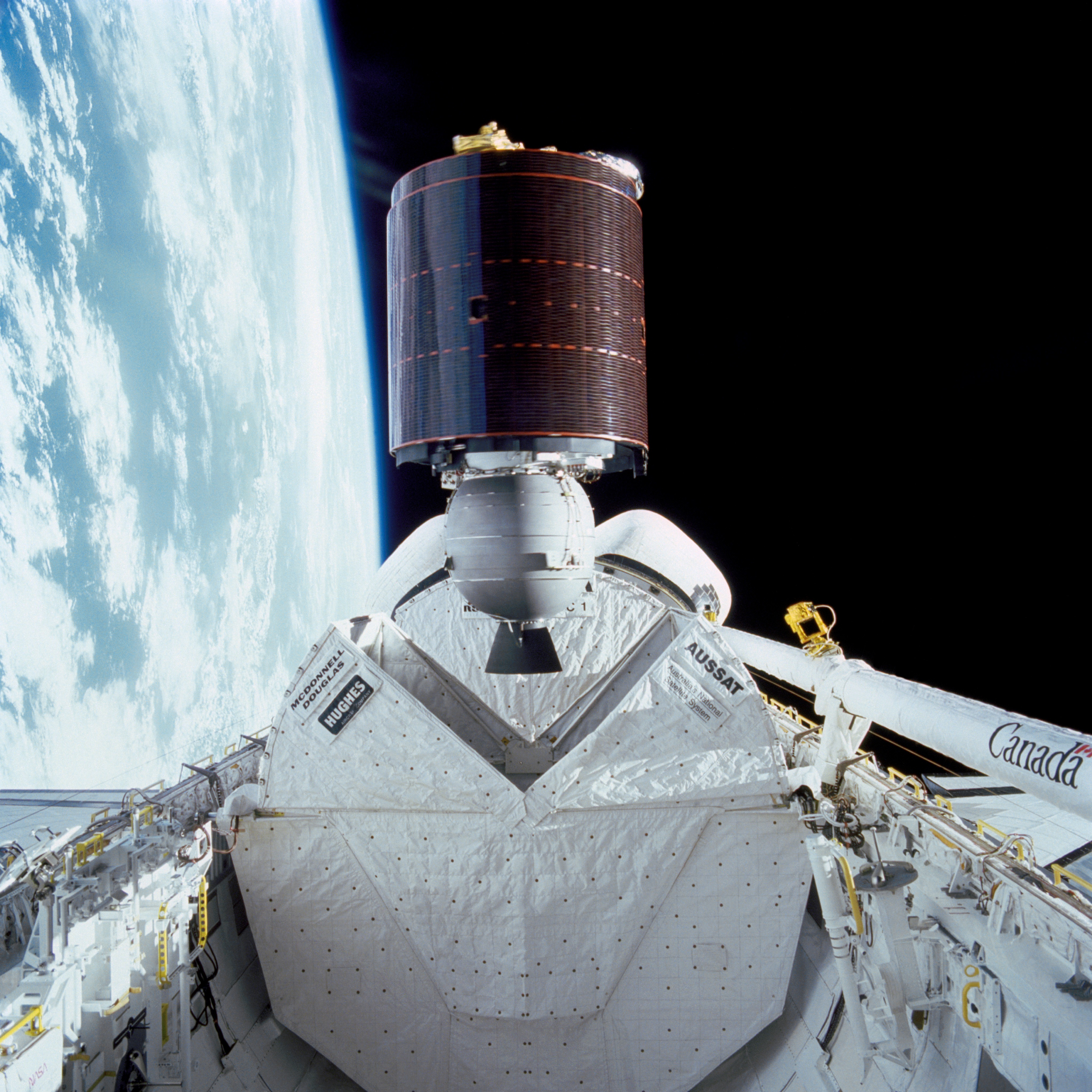
«Aussat 1»
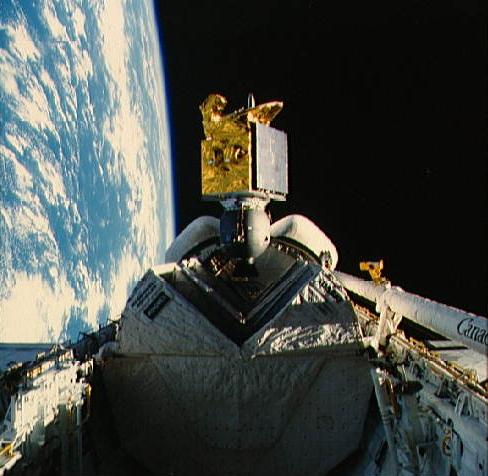
«ASC-1»
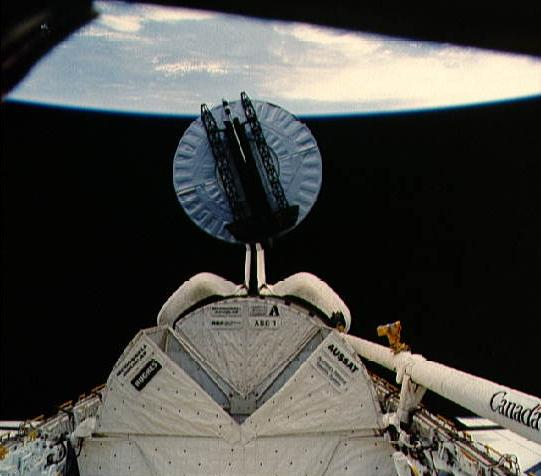
«Syncom IV-4»